# Insurekcjonizm
Insurekcjonizm – nurt i teoria anarchistyczna krytyczna wobec legalnych form działalności ruchu anarchistycznego. Silnie związana z innym nurtem, znanym jako illegalizm. Mająca wielu zwolenników wśród anarchokomunistów. W opozycji do legalnych form działalności stawia na propagandę czynem, akcję bezpośrednią, która ma doprowadzić do rewolucyjnej walki klasowej. Podstawą działalności mają być niewielkie grupy aktywistów, które po zainicjowaniu rewolucji miałyby przekształcić się w większe formacje polityczno-militarne. Innym zadaniem tych grup miało być podtrzymywanie permanentnego stanu rewolucyjnego poprzez ekspropriację, akcje bezpośrednie będące częścią propagandy czynem.
Wśród teoretyków tego nurtu można spotkać zarówno anarchoindywidualistów, jak i anarchokomunistów, anarchokolektywistów, m.in. Giuseppe Ciancabilla, Alfredo M. Bonanno, Johann Most, Luigi Galleani, Victor Serge, Errico Malatesta.
Obecnie, jak i w przeszłości, taka taktyka działania miała i ma zwolenników poza anarchizmem, np. wśród autonomistów czy maksymalistów.
Najbardziej znanym wschodnioeuropejskim insurekcjonistą był anarchokomunista Nestor Machno.